# Краковія (хокейний клуб)
«Краковія» (пол. Cracovia) — хокейний клуб з м. Кракова, Польща. Заснований 13 червня 1906 року. Виступає в Польській Екстралізі. Домашні матчі проводить на штучній ковзанці імені Адама Ковальського.

## Досягнення
Польська Екстраліга
- Чемпіон Польщі (11): 1937, 1946, 1947, 1948, 1949, 2006, 2008, 2009, 2011, 2016, 2017.
- Срібний призер (2): 2010, 2021.
- Бронзовий призер (4): 1935, 1951, 2005, 2007.

Кубок Польщі
- Фіналіст Кубка Польщі (1): 2008.

## Персонал
- Генеральний директор — Януш Філіпяк
- Головний тренер — Рудольф Рогачек
- Старший тренер — Анджей Пасют
- Масажист — Кшиштоф Коздронкевич